# Daniele Natale

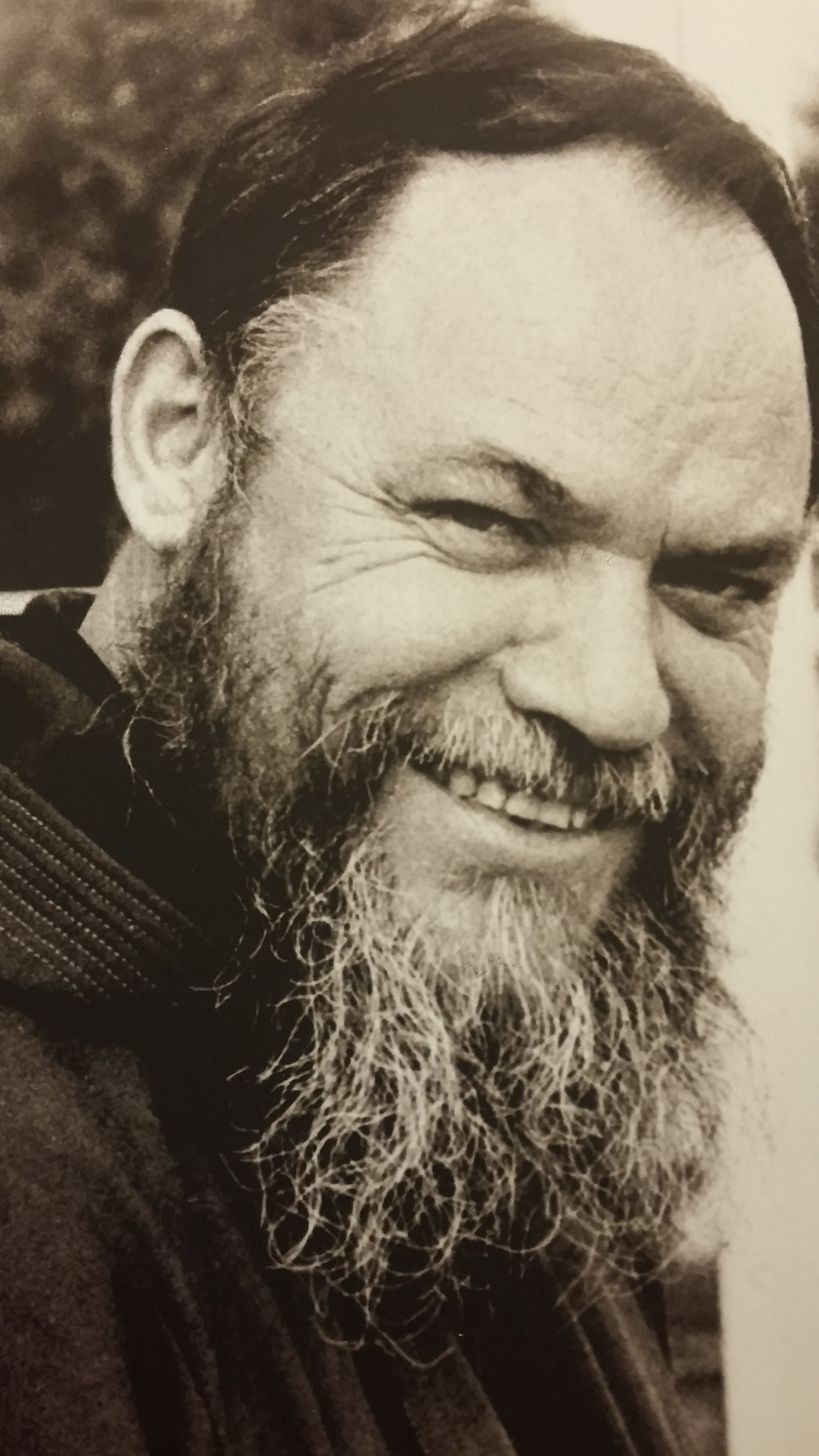
Daniele Natale

Frei Daniele Natale OFMCap (San Giovanni Rotondo, 11 de março de 1919 - San Giovanni Rotondo, 6 de julho de 1994) foi um frade italiano.

## Biografia
Frei Daniele Natale, nascido Michele, nasceu em San Giovanni Rotondo, filho de Berardino e Angela Maria De Bonis. Quarto de sete filhos, sua infância foi marcada pelas consequências desastrosas deixadas pela Primeira Guerra Mundial. Juntou-se aos Frades Menores Capuchinhos em 1933 e, após seus anos de formação, no domingo de Pentecostes, em 12 de maio de 1940 , fez sua profissão perpétua no Mosteiro de Sant'Egidio, em Montefusco. A pedido do próprio Padre Pio de Pietrelcina, ele se tornou seu filho espiritual; com ele aprendeu a viver o mistério do sofrimento e da doença como um meio de purificação e santificação. Realizou os serviços de porteiro, cozinheiro e sacristão com dedicação e humildade. Em Foggia, durante os bombardeios da Segunda Guerra Mundial, destacou-se por sua caridade em relação aos feridos, deslocados, vítimas e famílias da cidade. Após a morte de Padre Pio, por mandato do mesmo, ele se tornou apóstolo de sua mensagem vagando pela Itália e Europa. Ele morreu em San Giovanni Rotondo em 6 de julho de 1994.

## Processo canônico

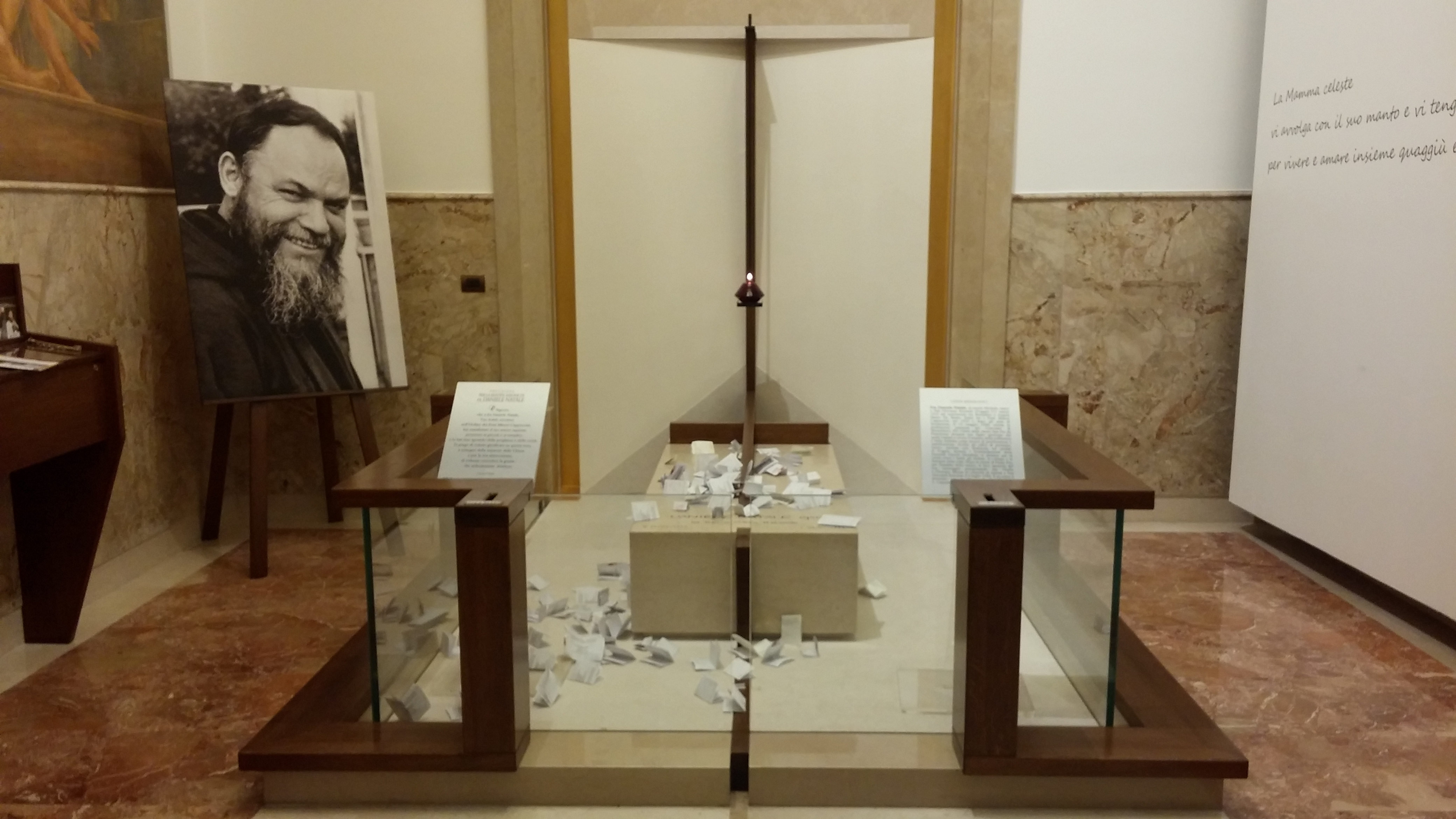
Túmulo de Frei Daniele Natale localizado na Igreja-Conventual de Santa Maria das Graças, em San Giovanni Rotondo, na Itália.

Em 8 de março de 2012, o arcebispo Michele Castoro abriu seu processo diocesano de canonização e Frei Daniele tornou-se oficialmente titulado Servo de Deus. Em 7 de julho do mesmo ano, iniciou-se o processo de beatificação e canonização.

## Transladação do corpo
Em 10 de outubro de 2015, o corpo do Servo de Deus foi transferido da capela da família do cemitério de San Giovanni Rotondo para a Igreja-Conventual de Santa Maria das Graças.